# Jot Goar
Jot Goar, właściwie Joshua Mercer Goar (ur. 31 stycznia 1870, zm. 4 kwietnia 1947) – amerykański baseballista zawodowy grający jako miotacz w klubie Major League Baseball w od 1896 do 1898.